# Olivier Doré
 Olivier Doré é um cosmologista, que trabalha atualmente como cientista pesquisador no Jet Propulsion Laboratory e professor visitante associado no Instituto de Tecnologia da Califórnia.

## Prêmios e condecorações
- Fundamental Physics Prize 2018[3]
- UC Irvine, Distinguished Visiting Professor, 2017, date
- Laboratoire d’Astrophysique de Marseille (LAM), Aix-Marseille Universit´e, France, Visiting Professor, 2017, 1 month
- JPL Voyager award, May 2016
- JPL Team award for outstanding contribution to the SPHEREx Proposal Team, February 2015
- JPL Mariner award, May 2013
- Gruber 2012 Cosmology Prize awarded to Charles Bennett and the WMAP team
- NASA Group Achievement Award (as a member of the NASA Planck satellite science team), May 2009, May 2010, September 2014
- NASA Group Achievement Award (as a member of the NASA WMAP satellite science team), May 2007
- Fellow of the Société de secours des amis des sciences,